# Mel Watt
Melvin Luther "Mel" Watt, född 26 augusti 1945 i Mecklenburg County, North Carolina, är en amerikansk demokratisk politiker. Han representerade delstaten North Carolinas tolfte distrikt i USA:s representanthus 1993–2014.
Watt gick i skola i York Road High School i Charlotte, North Carolina. Han utexaminerades 1967 från University of North Carolina at Chapel Hill. Han avlade 1970 juristexamen vid Yale Law School.
Watt var kampanjchef åt Harvey Gantt i borgmästarvalet i Charlotte. Gantt blev 1983 den första afroamerikanen att tillträda borgmästarämbetet i Charlotte. Watt var ledamot av delstatens senat 1985–1987. Han var igen kampanjchef när Gantt utan framgång utmanade sittande senatorn Jesse Helms i senatsvalet 1990.
Watt blev invald i representanthuset i kongressvalet 1992. Han omvaldes tio gånger.
Watt är presbyterian och han är gift med Eulada Watt. Paret har två vuxna söner, Brian och Jason.